# Vidbir 2024
L'ottava edizione di Vidbir si è svolta il 3 febbraio 2024 e ha selezionato il rappresentante dell'Ucraina all'Eurovision Song Contest 2024 a Malmö, in Svezia.
Le vincitrici sono state Al'ona Al'ona & Jerry Heil con il brano Teresa & Maria.

## Organizzazione
L'emittente pubblica Nacional'na Suspil'na Teleradiokompanija Ukraïny (UA:PBC) ha confermato la presenza dell'Ucraina all'Eurovision Song Contest 2024 il 28 luglio 2023, insieme all'organizzazione dell'ottava edizione di Vidbir per selezionare il proprio rappresentante. Il successivo 30 agosto l'emittente ha dato la possibilità agli aspiranti partecipanti di inviare i propri brani entro il successivo 22 ottobre, con la condizione che non si fossero esibiti in Bielorussia o Russia dall'inizio del conflitto russo-ucraino o che non fossero entrati in Crimea illegalmente, vietando inoltre implicitamente l'utilizzo della lingua russa nella composizione del brano.
La competizione si è tenuta in un'unica serata il 3 febbraio 2024 e ha visto 11 artisti sfidarsi per la possibilità di rappresentare l'Ucraina all'Eurovision Song Contest 2024. Timur Mirošnyčenko è stato riconfermato come conduttore, accompagnato da Julija Sanina (conduttrice dell'Eurovision Song Contest 2023) e Vasyl' Bajdak. L'evento è stato trasmesso dal vivo su Peršyj, Suspil'ne Kul'tura e online sul sito web dell'emittente, nonché sui portali Facebook e YouTube, e si è tenuto a Kiev presso il Museo della storia dell'Ucraina nella seconda guerra mondiale, luogo che è stato reso noto solo dopo l'evento a causa del rischio di attacchi nel contesto dell'invasione russa. I risultati sono stati decretati da una combinazione di voto della giuria e televoto.

### Giuria
Come accaduto per l'edizione precedente, i membri della giuria sono stati selezionati tramite una votazione pubblica online. Il 15 gennaio 2024 sono stati annunciati nove candidati selezionati dall'emittente. La votazione si è svolta fino al successivo 22 gennaio sull'applicazione Dija, dove sono stati registrati 720 841 voti. Ai tre giurati selezionati è stato successivamente chiesto di siglare un accordo con UA:PBC; in caso contrario, sarebbero stati sostituiti dai candidati con il maggior numero di voti tra quelli esclusi.
I nove candidati, con la relativa classifica, sono stati:
| Candidato           | Professione                                                                             | Voti    | Voti   | Posizione |
| ------------------- | --------------------------------------------------------------------------------------- | ------- | ------ | --------- |
| Andrij Danylko      | Rappresentante dell'Ucraina all'Eurovision Song Contest 2007                            | 315 656 | 43,79% | 1         |
| Jamala              | Vincitrice dell'Eurovision Song Contest 2016                                            | 170 263 | 23,62% | 2         |
| Serhij Tančynec'    | Cantante, musicista e produttore musicale                                               | 89 528  | 12,42% | 3         |
| Kateryna Pavlenko   | Rappresentante dell'Ucraina all'Eurovision Song Contest 2020 e 2021 come parte dei Go_A | 72 517  | 10,06% | 4         |
| Jevhen Chmara       | Compositore e pianista                                                                  | 33 952  | 4,71%  | 5         |
| Olena Koljadenko    | Coreografa e produttrice musicale                                                       | 14 201  | 1,97%  | 6         |
| Pavlo Šyl'ko        | Disc jockey e presentatore dell'Eurovision Song Contest 2005                            | 9 876   | 1,37%  | 7         |
| Oleksandr Varenycja | Direttore musicale e giornalista                                                        | 8 650   | 1,20%  | 8         |
| Jevhen Triplov      | Cantautore e produttore musicale                                                        | 6 199   | 0,86%  | 9         |

## Partecipanti
UA:PBC ha selezionato dapprima i 20 artisti con le canzoni migliori tra le 389 proposte ricevute, e con una seconda scrematura ha selezionato i primi 10 finalisti, annunciati il 17 novembre 2023. Tutti i brani sono stati resi disponibili l'11 gennaio 2024.
Fra i finalisti c'è Mélovin che ha precedentemente rappresentato l'Ucraina all'Eurovision Song Contest 2018. 
| Artista                    | Titolo              | Lingua           | Compositori                                                            |
| -------------------------- | ------------------- | ---------------- | ---------------------------------------------------------------------- |
| Al'ona Al'ona & Jerry Heil | Teresa & Maria      | Ucraino, inglese | Al'ona Savranenko, Anton Čilibi, Jana Šemajeva, Ivan Klymenko          |
| Anka                       | Palala              | Ucraino          | Anna Korčenova                                                         |
| Drevo                      | Endless Chain       | Inglese          | Maksym Drev'jančuk                                                     |
| Inhret                     | Keeper              | Inglese, ucraino | Dmytro Cyhanenko, Inhret Kostenko                                      |
| Mélovin                    | Dreamer             | Inglese          | Kostjantyn Bočarov, Oleksandr Biljak                                   |
| Nahaba                     | Glasss              | Ucraino          | Andriy Naumenko, Ol'ha Kakasijan                                       |
| Nazva                      | Slavic English      | Inglese          | Pavlo Hoc                                                              |
| Skylerr                    | Time Is Running Out | Inglese, ucraino | Vladyslav Stupak, Valerija Kudrjavec', Nazarij Savčuk, Mykyta Kisel'ov |
| Yagódy                     | Tsunamia            | Ucraino          | Viktorija Solovjuk, Serhij Svirs'kyj, Teimuraz Gogitidze               |
| Yaktak                     | Lalala              | Ucraino          | Jaroslav Karpuk, Vasyl' Koz'ma                                         |
| Ziferblat                  | Place I Call Home   | Inglese          | Danylo Leščyns'kyj, Valentyn Leščyns'kyj                               |

### Pre-selezione online
Dal 13 al 21 dicembre 2023 è stata aperta una votazione online per la scelta di un ulteriore finalista fra i 9 artisti (originariamente 10 prima del ritiro di Julija Belej) scartati dalla seconda scrematura delle selezioni. Il successivo 29 dicembre Anka è stata annunciata come vincitrice del voto online e, di conseguenza, 11ª finalista di Vidbir.
| Artista      | Titolo        | Lingua           | Compositori                                                               | Voti   | Voti   | Posizione |
| ------------ | ------------- | ---------------- | ------------------------------------------------------------------------- | ------ | ------ | --------- |
| Anka         | Palala        | Ucraino          | Anna Korčenova                                                            | 80 944 | 26,78% | 1         |
| Parfenjuk    | Sered vitriv  | Ucraino          | Illja Parfenjuk, Serhij Jermolajev                                        | 42 931 | 14,21% | 2         |
| Krylata      | Queen         | Inglese, ucraino | Anastasija Zavads'ka, Eštar Radi, Leonid Petrovs'kyj, Jevhenij Bardačenko | 31 268 | 10,35% | 3         |
| Stasja       | Rika          | Ucraino          | Anastasija Čaban, Oleksandr Pryšljak                                      | 30 040 | 9,94%  | 4         |
| Carpetman    | Endless Fight | Inglese          | Anton Čilibi, Denys Mazorčuk                                              | 27 328 | 9,04%  | 5         |
| Šépa         | Supernova     | Inglese          | Anna Nesterova, Finn Tyler                                                | 25 729 | 8,51%  | 6         |
| Svoja        | Little Angels | Inglese          | Oleksij Potapenko, Vadym Alchutov                                         | 23 357 | 7,73%  | 7         |
| Teslenko     | Lights Go Up  | Inglese          | Oleksandr Kryževyč, Andrij Prudnikov, Oleksandr Teslenko                  | 20 648 | 6,83%  | 8         |
| Karyotype    | Sadness       | Inglese          | Danylo Kuka                                                               | 19 954 | 6,60%  | 9         |
| Julija Belej | —             | —                | Yinon Yahel                                                               | —      | —      | —         |

## Finale
La finale si è svolta il 3 febbraio 2024 nel Museo della storia dell'Ucraina nella seconda guerra mondiale a Kiev. L'ordine d'uscita è stato reso noto l'11 gennaio 2024.
Durante la serata si sono esibiti come ospiti alcuni vincitori ed ex rappresentati eurovisivi ucraini: i Tvorchi con una versione orchestrale di Heart of Steel, Ruslana con Wild Dances, la Kalush Orchestra con Stefania, Jamala con Mij brate, Vjerka Serdjučka con Swedish Lullaby, Tina Karol' con Trojandy e, infine, Anastasija Dymyd e Tarabarova con Kvitka.
A seguito di un problema tecnico in cui l'applicazione Dija, incaricata a raccogliere i voti del pubblico, si è bloccata non riuscendo a conteggiare validamente tutti i voti ricevuti, l'emittente UA:PBC ha confermato che la finestra di voto sarebbe stata estesa fino al 4 febbraio 2024, giorno in cui sono stati annunciati tutti i risultati e il vincitore della selezione.
A vincere il voto delle giuria e il televoto sono stati rispettivamente gli Ziferblat e Al'ona Al'ona & Jerry Heil; una volta sommati i punteggi le seconde sono state proclamate vincitrici della manifestazione, superando di 2 punti di distacco i secondi classificati.
| #  | Artista                    | Titolo              | Punteggio | Punteggio | Punteggio | Punteggio | Posizione |
| #  | Artista                    | Titolo              | Giuria    | Televoto  | Televoto  | Totale    | Posizione |
| -- | -------------------------- | ------------------- | --------- | --------- | --------- | --------- | --------- |
| 1  | Yaktak                     | Lalala              | 6         | 107 227   | 10        | 16        | 4         |
| 2  | Inhret                     | Keeper              | 8         | 15 238    | 2         | 10        | 6         |
| 3  | Nazva                      | Slavic English      | 2         | 14 852    | 1         | 3         | 11        |
| 4  | Anka                       | Palala              | 5         | 19 183    | 4         | 9         | 8         |
| 5  | Drevo                      | Endless Chain       | 4         | 16 235    | 3         | 7         | 9         |
| 6  | Al'ona Al'ona & Jerry Heil | Teresa & Maria      | 10        | 723 297   | 11        | 21        | 1         |
| 7  | Mélovin                    | Dreamer             | 9         | 82 838    | 9         | 18        | 3         |
| 8  | Skylerr                    | Time Is Running Out | 3         | 38 177    | 6         | 9         | 7         |
| 9  | Ziferblat                  | Place I Call Home   | 11        | 64 276    | 8         | 19        | 2         |
| 10 | Yagódy                     | Tsunamia            | 7         | 62 269    | 7         | 14        | 5         |
| 11 | Nahaba                     | Glasss              | 1         | 23 593    | 5         | 6         | 10        |